# Strophurus elderi
Strophurus elderi — вид геконоподібних ящірок родини диплодактилідів (Diplodactylidae). Ендемік Австралії. Вид названий на честь шотландсько-австралійського філантропа Томаса Елдера.

## Поширення і екологія
Strophurus elderi поширені у внутрішніх районах Австралії, від північного заходу Західної Австралії через Південу Австралію і південь Північної Території до Квінсленду і Нового Південного Уельсу. Вони живуть в усіх районах, де трапляються купини спінніфексу, зокрема в заростях маллі, у піщаних пустелях та серед кам'янистих пагорбів. Живляться безхребетними. Відкладають яйця, в кладці 2 яйця.